# Francesco Chiabrano
Francesco Chiabrano (auch Francesco Chabran, * 28. Januar 1719 in Turin; † in London) war ein italienischer Violinist und Komponist. Neuere Forschungen in Turiner Archiven haben die Unterscheidung von Francesco Chiabrano und Carlo Chiabrano (1723–1776?) als zwei Brüder (und nicht als eine Person Carlo Francesco Chiabrano) ermöglicht. Des Weiteren wurden Carlo und damit auch Francesco Chiabrano nach dem Artikel Carlo Chiabrano von Guido Salvetti und Simon McVeigh  im New Grove mit Felice Chabran verwechselt, einem weiteren Violinisten in London (mindestens dort aktiv von 1782 bis 1820), der in enger Beziehung zum Ballett der Italienischen Oper stand. Wilibald Gurlitt (explizit) und Carl Dahlhaus (implizit) interpretierten beispielsweise Cabran oder Chabran als Namensvariante von Chiabrano.

## Leben und Werk
Francesco Chiabrano entstammte einer italienischen Musikerfamilie piemontesischen Ursprungs. Sein Vater war der Tanzmeister und Geiger Giovanni Nicola Chiabrano, seine Mutter Clara Somis. Ersten Geigenunterricht erhielt er von seinem Onkel Giovanni Battista Somis. Francesco Chiabrano entschied sich ungeachtet der musikalischen Möglichkeiten einer Karriere in der Hofkapelle oder am Teatro Regio in Turin für eine Musikerlaufbahn in England. Scheinbar reiste er über Paris nach London.
Vor dem Hintergrund des in der Einleitung geschilderten Forschungsstandes muss die Stellung Francesco Chiabranos im Londoner Musikleben neu erforscht bzw. bestimmt werden.